# Championnat du Pérou de football 1979
Navigation
Saison précédente Saison suivante
La saison 1979 du Championnat du Pérou de football est la cinquante-et-unième édition du championnat de première division au Pérou. La compétition regroupe les seize meilleures équipes du pays au sein d'une poule unique où elles s'affrontent deux fois au cours de la saison. Les huit premiers disputent la poule pour le titre, les huit derniers la poule de relégation, qui voit le dernier être relégué et remplacé par le champion de Segunda Division.
C'est le Sporting Cristal qui remporte la compétition après avoir terminé en tête du classement final de la poule pour le titre, avec quatre points d'avance sur l'Atlético Chalaco et cinq sur Juan Aurich. C'est le 6e titre de champion du Pérou de l'histoire du club.
Le double tenant du titre, Alianza Lima, termine au pied du podium, à six points du Sporting Cristal.

## Les clubs participants
| - Alianza Lima - Sport Boys - Atlético Chalaco - Universitario de Deportes - Coronel Bolognesi - Club Centro Deportivo Municipal - Juan Aurich - FBC Melgar | - Alfonso Ugarte - Deportivo Junin - Atlético Torino - Sporting Cristal - Juventud La Palma - Promu de Segunda Division - León de Huánuco - Union Huaral - Colegio Nacional de Iquitos |

## Compétition
Le barème utilisé pour établir les différents classements est le suivant :
- Victoire : 2 points
- Match nul : 1 point
- Défaite, forfait ou abandon : 0 point

### Première phase
| Rang | Équipe                          | Pts | J  | G  | N  | P  | Bp | Bc | Diff |
| ---- | ------------------------------- | --- | -- | -- | -- | -- | -- | -- | ---- |
| 1    | Universitario de Deportes       | 41  | 30 | 16 | 9  | 5  | 44 | 19 | +25  |
| 2    | Juan Aurich                     | 38  | 30 | 13 | 12 | 5  | 30 | 24 | +6   |
| 3    | Sporting Cristal                | 35  | 30 | 10 | 15 | 5  | 46 | 26 | +20  |
| 4    | Alianza Lima (T)                | 33  | 30 | 12 | 9  | 9  | 48 | 26 | +22  |
| 5    | Alfonso Ugarte                  | 33  | 30 | 14 | 5  | 11 | 42 | 43 | -1   |
| 6    | Unión Huaral                    | 31  | 30 | 8  | 15 | 7  | 32 | 29 | +3   |
| 7    | Atlético Chalaco                | 31  | 30 | 9  | 13 | 8  | 28 | 27 | +1   |
| 8    | Deportivo Junín                 | 30  | 30 | 11 | 8  | 11 | 39 | 43 | -4   |
| 9    | León de Huánuco                 | 30  | 30 | 12 | 6  | 12 | 32 | 42 | -10  |
| 10   | Sport Boys                      | 29  | 30 | 11 | 7  | 12 | 35 | 37 | -2   |
| 11   | Club Centro Deportivo Municipal | 28  | 30 | 11 | 6  | 13 | 30 | 34 | -4   |
| 12   | Colegio Nacional de Iquitos     | 28  | 30 | 10 | 8  | 12 | 33 | 45 | -12  |
| 13   | Coronel Bolognesi               | 27  | 30 | 11 | 5  | 14 | 36 | 40 | -4   |
| 14   | Atlético Torino                 | 24  | 30 | 7  | 10 | 13 | 25 | 37 | -12  |
| 15   | Juventud La Palma (P)           | 22  | 30 | 6  | 10 | 14 | 21 | 32 | -11  |
| 16   | FBC Melgar                      | 20  | 30 | 6  | 8  | 16 | 26 | 43 | -17  |

|  | Qualification pour la poule pour le titre             |
|  | Participation à la poule de relégation                |
|  | (T) : Tenant du titre (P) : Promu de Segunda División |

### Seconde phase

#### Poule pour le titre
Les trois premiers de première phase débutent la seconde phase avec un bonus respectif de 3, 2 et 1 point.
| Rang | Équipe                       | Pts | J  | G | N | P | Bp | Bc | Diff |
| ---- | ---------------------------- | --- | -- | - | - | - | -- | -- | ---- |
| 1    | Sporting Cristal +1          | 23  | 14 | 9 | 4 | 1 | 26 | 8  | +18  |
| 2    | Atlético Chalaco             | 19  | 14 | 7 | 5 | 2 | 17 | 7  | +10  |
| 3    | Juan Aurich +2               | 18  | 14 | 6 | 4 | 4 | 16 | 11 | +5   |
| 4    | Alianza Lima (T)             | 17  | 14 | 5 | 7 | 2 | 16 | 13 | +3   |
| 5    | Alfonso Ugarte               | 13  | 14 | 4 | 5 | 5 | 16 | 20 | -4   |
| 6    | Universitario de Deportes +3 | 11  | 14 | 2 | 4 | 8 | 11 | 19 | -8   |
| 7    | Deportivo Junín              | 11  | 14 | 3 | 5 | 6 | 13 | 28 | -15  |
| 8    | Unión Huaral                 | 6   | 14 | 1 | 4 | 9 | 17 | 26 | -9   |

|  | Qualification pour la Copa Libertadores 1980 |
|  | (T) : Tenant du titre                        |

#### Poule de relégation
Les trois derniers de première phase débutent la seconde phase avec un malus respectif de 3, 2 et 1 point.
| Rang | Équipe                          | Pts | J  | G | N | P | Bp | Bc | Diff |
| ---- | ------------------------------- | --- | -- | - | - | - | -- | -- | ---- |
| 1    | Sport Boys                      | 17  | 14 | 7 | 3 | 4 | 24 | 19 | +5   |
| 2    | Coronel Bolognesi               | 14  | 14 | 5 | 4 | 5 | 15 | 16 | -1   |
| 3    | FBC Melgar -3                   | 13  | 14 | 6 | 4 | 4 | 16 | 12 | +4   |
| 4    | Atlético Torino -1              | 13  | 14 | 6 | 2 | 6 | 17 | 14 | +3   |
| 5    | Club Centro Deportivo Municipal | 13  | 14 | 4 | 5 | 5 | 15 | 19 | -4   |
| 6    | Colegio Nacional de Iquitos     | 12  | 14 | 5 | 2 | 7 | 13 | 12 | +1   |
| 7    | Juventud La Palma (P) -2        | 12  | 14 | 5 | 4 | 5 | 13 | 15 | -2   |
| 8    | León de Huánuco                 | 12  | 14 | 6 | 0 | 8 | 15 | 21 | -6   |

|  | Participation au barrage de relégation |
|  | (P) : Promu de Segunda División        |

#### Barrage de relégation
Les trois derniers de la poule de relégation ont terminé à égalité de points, ils doivent donc s'affronter à nouveau pour déterminer le club relégué en Segunda Division.
| Rang | Équipe                      | Pts | J | G | N | P | Bp | Bc | Diff |  | Résultats (▼ dom., ► ext.)  | Cole | Juve | Leon |
| ---- | --------------------------- | --- | - | - | - | - | -- | -- | ---- |  | --------------------------- | ---- | ---- | ---- |
| 1    | Colegio Nacional de Iquitos | 4   | 2 | 2 | 0 | 0 | 4  | 1  | +3   |  | Colegio Nacional de Iquitos |      | 2-1  | 2-0  |
| 2    | Juventud La Palma (P)       | 2   | 2 | 1 | 0 | 1 | 3  | 2  | +1   |  | Juventud La Palma (P)       |      |      | 2-0  |
| 3    | León de Huánuco             | 0   | 2 | 0 | 0 | 2 | 0  | 4  | -4   |  | León de Huánuco             |      |      |      |

|  | Relégation en Segunda Division  |
|  | (P) : Promu de Segunda División |

## Bilan de la saison
| Championnat du Pérou de football 1979 |                             |
| Champion                              | Sporting Cristal (6e titre) |
| Qualifications continentales          |                             |
| Copa Libertadores 1980                | Sporting Cristal            |
| Copa Libertadores 1980                | Atlético Chalaco            |
| Promotions et relégations             |                             |
| Promus en Primera División            | Asociación Deportiva Tarma  |
| Relégués en Segunda División          | León de Huánuco             |